# Tillandsia neglecta
Tillandsia neglecta är en gräsväxtart som beskrevs av Edmundo Pereira. Tillandsia neglecta ingår i släktet Tillandsia och familjen Bromeliaceae. Inga underarter finns listade i Catalogue of Life.